# Els nens de Huang Shi
 Els nens de Huang Shi  (xinès tradicional: 黃石的孩子, xinès simplificat: 黄石的孩子, pinyin: Huángshí de háizi) és una pel·lícula, ambientada en la Segona Guerra sinojaponesa, que es basa en fets reals. Dirigida per Roger Spottiswoode, va ser estrenada l'any 2008 en sales de Catalunya i Mallorca.

## Argument
El film narra la història real del periodista anglès George Hogg, que va arribar a la Xina als anys 30 quan el país era envaït per l'exèrcit imperial japonès. Hogg, que havia fotografiat crims realitzats contra la població civil pels nipons aconsegueix evitar una condemna a mort gràcies a la intervenció d'un líder de la resistència xinesa i, en la seva fugida, es refugia a l'orfenat de Huang Shi. Davant l'avanç japonès, els nacionalistes xinesos pretenen reclutar seixanta nens, cosa que Hogg vol evitar amb l'ajut d'una infermera nord-americana, iniciant en un esgotador viatge travessant muntanyes i deserts fins a arribar a Shandan, un territori segur.

## Repartiment
- Jonathan Rhys Meyers (en el paper de George Hogg)
- Radha Mitchell (infermera Lee Pearson)
- Chow Yun-fat (Chen Hansheng, líder de la resistència)
- Michelle Yeoh (Madame. Wang)
- Guang Li (Shi-Kai)
- Matthew Walker (Andy Fisher)
- Anastasia Kolpakova (Duschka)
- Ping Su (Eddie Wei)
- David Wenham (Barnes)